# Rejon tauroski
Rejon tauroski (lit. Tauragės rajono savivaldybė) – rejon w zachodniej Litwie.